# ولوو پی‌وی ۳۶ کاریوکا

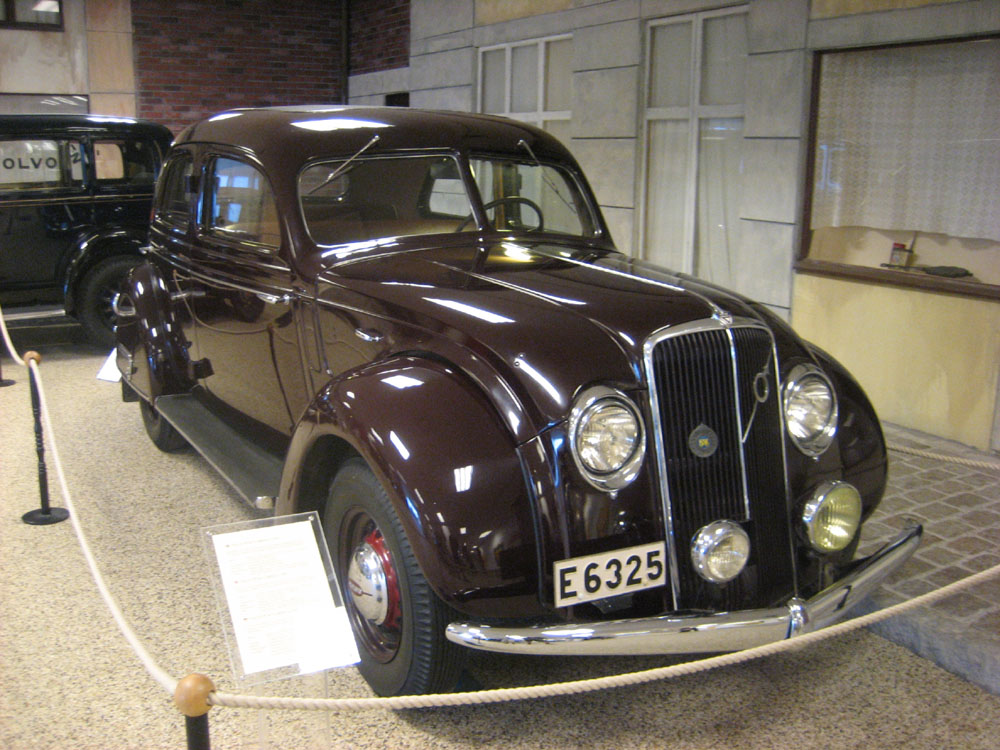

ولوو پی‌وی ۳۶ کاریوکا (Volvo PV ۳۶ Carioca) خودرویی است که در سال‌های ۱۹۳۵ تا ۱۹۳۸ توسط شرکت ولوو تولید شده‌است. طراحی آن خودروهای موتور جلو-محور عقب بوده طول آن در حالت طبیعی ۵٬۰۰۰ میلیمتر (۱۹۶٫۹ اینچ) و وزن آن در حالت طبیعی ۱٬۶۶۰ کیلوگرم (۳٬۶۵۹٫۷ پوند) است.
موتور آن ۳۶۷۰ سی‌سی سیستم جعبه‌دندهٔ آن ۳ دنده به صورت دستی است.